# Nogueira (Sobrado)
Nogueira (llamada oficialmente San Xurxo de Nogueira) es una parroquia y una aldea española del municipio de Sobrado, en la provincia de La Coruña, Galicia.

## Entidades de población
Entidades de población que forman parte de la parroquia (entre paréntesis los nombres oficiales y en gallego si difieren del español):
- Balbís (Balvís)
- Barra (A Barra)
- Casal (O Casal)
- Casanova
- Freirá
- Mosqueiros
- Nogueira
- Piñeiro (Piñeiro de Arriba)
- Tellados (Os Tellados)
- Vallo

## Despoblado
- Pedra Lobeira

## Demografía

### Parroquia
| Gráfica de evolución demográfica de Nogueira (parroquia) entre 2000 y 2021 |
|                                                                            |
| Datos según el nomenclátor publicado por el INE.                           |

### Aldea
| Gráfica de evolución demográfica de Nogueira (aldea) entre 2000 y 2021 |
|                                                                        |
| Datos según el nomenclátor publicado por el INE.                       |